# مع الآلهة: آخر 49 يوم
مع الآلهة: آخر 49 يوم هو فيلم فنتازيا كوري جنوبي وهو الجزء الثاتي لفيلم مع الآلهة: عالمين.الفيلم من بطولة جو جي-جون،كم هيانغ غي وما دونغ سوك.تم عرض الفيلم في 1 أغسطس 2018.

## روابط خارجية
مع الآلهة: آخر 49 يوم على موقع IMDb (الإنجليزية)
- مع الآلهة: آخر 49 يوم على موقع ميتاكريتيك (الإنجليزية)
- مع الآلهة: آخر 49 يوم على موقع روتن توميتوز (الإنجليزية)
- مع الآلهة: آخر 49 يوم على موقع نتفليكس (الإنجليزية)
- مع الآلهة: آخر 49 يوم على موقع ألو سيني (الفرنسية)
- مع الآلهة: آخر 49 يوم على موقع بوكس أوفيس موجو (الإنجليزية)
- مع الآلهة: آخر 49 يوم على موقع فيلمافينيتي (الإسبانية)
- مع الآلهة: آخر 49 يوم على موقع قاعدة بيانات الفيلم (الإنجليزية)
- مع الآلهة: آخر 49 يوم على موقع ليتربوكسد (الإنجليزية)
- مع الآلهة: آخر 49 يوم على موقع كينوبويسك (الروسية)